# Laiküla
Koordinaten: 58° 46′ N, 23° 59′ O
Laiküla (deutsch Layküll) ist ein Dorf (estnisch küla) in der Landgemeinde Lääne-Nigula (bis 2017: Landgemeinde Martna) im Kreis Lääne in Estland.

## Einwohnerschaft und Lage
Der Ort hat 23 Einwohner (Stand 31. Dezember 2011). Die Entfernung zur Landkreishauptstadt Haapsalu beträgt 32 Kilometer.
Durch das Dorf fließt der Fluss Rannamõisa (Rannamõisa jõgi), der in die Bucht von Matsalu mündet. Östlich des Dorfkerns liegt das Moor von Laiküla (Laiküla raba).

## Geschichte
Der Hof von Laiküla entstand während des 17. Jahrhunderts. Er wurde im Jahr 1688 erstmals urkundlich erwähnt. Seit 1865 war er eine Landstelle. Letzter Privateigentümer vor der Enteignung im Zuge der estnischen Landreform 1919 war der Deutschbalte Karl Edler von Rennenkampff.